# TripleS
TripleS (Hangul: 트리플에스?) (Giapponese: トリプルS) è un girl group sudcoreano formato da MODHAUS nel 2022. I suoi 24 membri ruotano tra le attività di gruppo, dei sottogruppi e soliste in base alle scelte dai fan. L'8 maggio 2024 è uscito il primo comeback con tutti i membri, Assemble24, con un video musicale per la title track "Girls Never Die".

## Nome
Il nome "TripleS" significa "The Idol of all Possibilities", e le tre S stanno per Social, Sonyo (‘ragazza’ in coreano) e Seoul (Seul in Inglese, capitale della Corea del Sud).

## Formazione
- Yoon Seo-yeon (윤서연)
- Jeong Hye-rin (정혜린)
- Lee Ji-woo (이지우)
- Kim Chae-yeon (김채연)
- Kim Yoo-yeon (김유연)
- Kim Soo-min (김수민)
- Kim Na-kyoung (김나경)
- Gong Yu-bin (공유빈)
- Kaede (카에데; 山田楓)
- Seo Da-hyun (서다현)
- Kotone (코토네; 嘉味元 琴音)
- Kwak Yeon-ji (곽연지)
- Nien (니엔; 許念慈; Hứa Niệm Từ)
- Park So-hyun (박소현)
- Xinyu (신위; 周心语)
- Mayu (마유; 髙麗 真友)
- Lynn (린; 川上凛)
- Joobin (주빈)
- Jeong Ha-yeon (정하연)
- Park Shi-on (박시온)
- Kim Chae-won (김채원)
- Sullin (설린; พิรดา บุญรักษา)
- Seo-ah (서아; 정해린)
- Ji-yeon (지연; 지서연)

### Sottogruppi
- Acid Angel from Asia[4] (Jeong Hye-rin, Kim Yoo-yeon, Kim Na-kyoung, Gong Yu-bin) (Data di debutto: 28 ottobre 2022)
- +(KR)ystal Eyes[4] (Yoon Seo-yeon, Kim Chae-yeon, Lee Ji-woo, Kim Soo-min) (Data di debutto: 4 maggio 2023)
- Acid Eyes[5] (Yoon Seo-yeon, Jeong Hye-rin, Lee Ji-woo, Kim Chae-yeon, Kim Yoo-yeon, Kim Soo-min, Kim Na-kyoung, Gong Yu-bin) (Data di debutto: 6 luglio 2023)
- Lovelution[6] (Yoon Seo-yeon, Jeong Hye-rin, Gong Yu-bin, Kaede, Seo Da-hyun, Nien, Park So-hyun) (Data di debutto: 17 agosto 2023)
- Evolution[6] (Lee Ji-woo, Kim Chae-yeon, Kim Yoo-yeon, Kim Soo-min, Kim Na-kyoung, Kotone, Kwak Yeon-ji) (Data di debutto: 11 ottobre 2023)
- NXT (Lynn, Joo-bin, Jeong Ha-yeon, Park Shi-on) (Data di debutto: 23 dicembre 2023)
- Aria (Seo Da-hyun, Nien, Kim Chae-yeon, Lee Ji-woo, Kaede) (Data di debutto: 15 gennaio 2024)
- Glow (Ji-yeon, Sullin, Kim Chae-won, Seo-ah) (Data di debutto: 21 giugno 2024)
- Visionary Vision (Jeong Hye-rin, Kim Yoo-yeon, Kim Na-kyoung, Gong Yu-bin, Kaede, Kotone, Kwak Yeon-ji, Nien, Park So-hyun, Xinyu, Lynn, Ji-yeon) (Data di debutto: 23 ottobre 2024)
- ∞! (Hatchi) (Lee Ji-woo, Kim Chae-yeon, Kim Yoo-yeon, Kim Soo-min, Kotone, Mayu, Park Shi-on, Kim Chae-won) (Data di debutto: 20 novembre 2024)

## Discografia

### Album in studio
- 2024 - ASSEMBLE24
- 2024 - Performante
- 2025 - ASSEMBLE25

### EP
- 2022 - Access
- 2023 - Assemble

- 2023 - Aesthetic

- 2023 - ↀ (Muhan)

- 2023 - ⟡ (Mujuk)

## Eventi

### Concerti
- tripleS: Pre-Con <ASSEMBLE>
- Fan Concert 'Girls Never Stop

### Tour
- tripleS 1st World Tour <Authentic>
- TripleS Come True

### Showcase
- tripleS Japan 1st Showcase